# Drahoslava
Drahoslava je ženské křestní jméno slovanského původu. Vzniklo pravděpodobně spojením slov „drahá“ (ve smyslu „blízká srdci“) a „slavná“.
V českém občanském kalendáři má svátek 9. července.

## Statistické údaje
Následující tabulka uvádí četnost jména v ČR a pořadí mezi ženskými jmény ve srovnání dvou roků, pro které jsou dostupné údaje MV ČR – lze z ní tedy vysledovat trend v užívání tohoto jména:
| Rok       | Četnost   | Pořadí   |
| 1999      | 4480      | 123.     |
| 2002      | 4387      | 122.     |
| Porovnání | o 93 méně | o 1 lépe |
| 2006      | 4120      | 131.     |

Změna procentního zastoupení tohoto jména mezi žijícími ženami v ČR (tj. procentní změna se započítáním celkového úbytku žen v ČR za sledované tři roky 1999-2002) je -1,3%.

## Jiné tvary jména
- Drahuše
- Drahuška
- Dráža
- Draha
- Daděnka
- Dáda